# Teng Č'-wej
Teng Č'-wej (* 1. února 1988) je čínský zápasník-volnostylař.

## Sportovní kariéra
Pochází z města Fu-čcheng (阜城镇), které je součástí městské prefektury Cheng-šuej. Zápasení se věnoval od 14 let na místní sportovní škole. V 16 letech si ho jako talentovaného sportovce stáhl do své tréninkové skupiny v Čching-tao trenér Luan Feng-šun (栾风顺). V čínské volnostylařské reprezentaci spolupracuje s Li Žuej-cchajem (李瑞财).
V roce 2011 nahradil na postu reprezentační jedničky ve váze do 120 kg Liang Leje. V roce 2012 se však na olympijské hry v Londýně nekvalifikoval. V roce 2016 vyhrál 1. světovou olympijskou kvalifikaci v Ulánbátaru a startoval na olympijských hrách v Riu. V Riu prohrál v úvodním kole těsně na pomocná kritéria s reprezentantem Arménie Levanem Berianidzem.

## Výsledky
| Olympijské hry    |    | — |   |     |     | — |    |     |     | úč. |   |    |    |  |  |  |  |  |  |  |  |  |
| Mistrovství světa | —  |   | — | úč. | úč. |   | 5. | úč. | úč. |     | — | 2. | 5. |  |  |  |  |  |  |  |  |  |
| Asijské hry       |    |   |   | —   |     |   |    | 7.  |     |     |   | 2. |    |  |  |  |  |  |  |  |  |  |
| Mistrovství Asie  | —  | — | — | —   | 3.  | — | —  | —   | 3.  | —   | — | 8. | 2. |  |  |  |  |  |  |  |  |  |
| MS juniorů        | 3. | — |   |     |     |   |    |     |     |     |   |    |    |  |  |  |  |  |  |  |  |  |